# 格奧爾吉耶夫斯克
44°9′N 43°28′E / 44.150°N 43.467°E

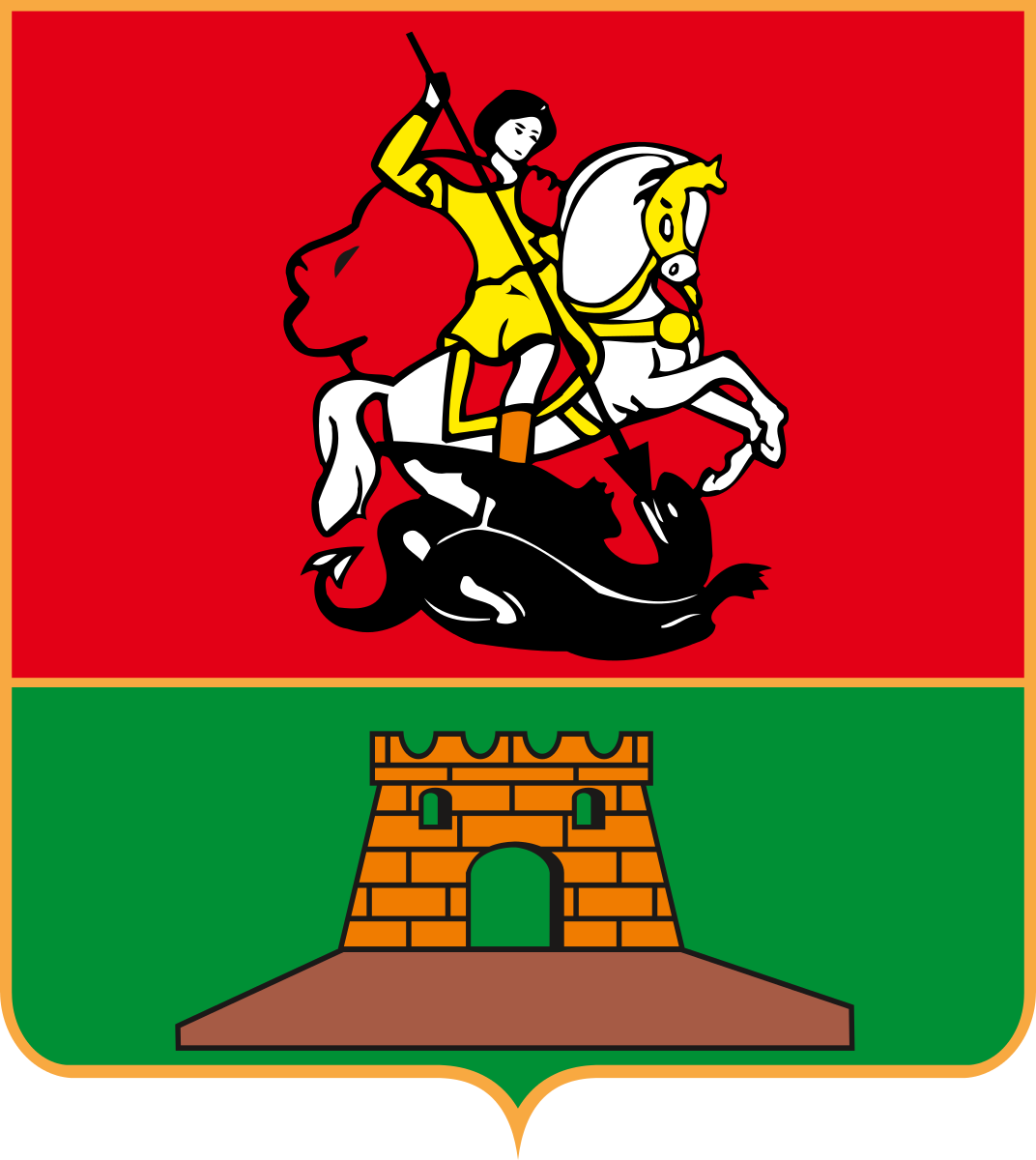

格奧爾吉耶夫斯克（俄语：Гео́ргиевск）是俄羅斯斯塔夫羅波爾邊疆區南部的一個城市。2002年人口70575。
建於1777年，1786年設市。1783年《乔治亚夫斯克条约》签订于此。